# Port Antonio
Port Antonio est une ville de la paroisse de Portland, dans le comté de Surrey sur la côté nord de la Jamaïque. La ville est le troisième port le plus important du pays, avec une activité touristique importante.

## Cinéma
Plusieurs scènes du film Mourir peut attendre, de la série James Bond, y sont tournés.

## Personnalités liées à la ville
- Mooji (1954-), maître spirituel jamaïcain, y est né.

## Sources
1. ↑  Découvrez les lieux de tournage du nouveau James Bond